# Hamidou Maïga
Hamidou Maïga (* 2. Januar 1995 in Bamako) ist ein malischer Fußballspieler.

## Karriere

### Verein
Maïga spielte bis 2015 beim Djoliba AC. Zur Saison 2015/16 wechselte er nach Marokko zu RS Berkane. Im September 2015 wurde er nach Tunesien an den Club Sportif de Hammam-Lif verliehen. Während der Leihe kam er jedoch zu keinem Einsatz. Nach dem Ende der Leihe kehrte er nicht mehr nach Marokko zurück, sondern wechselte zur Saison 2016/17 nach Griechenland zum Zweitligisten Anagennisi Karditsa. Im Dezember 2016 debütierte er in der Football League, als er am vierten Spieltag jener Saison gegen Apollon Smyrnis in der Startelf stand. Bis Saisonende kam er zu 20 Einsätzen in der zweithöchsten griechischen Spielklasse.
Zur Saison 2017/18 schloss er sich dem Ligakonkurrenten Aiginiakos FC an. Für Aiginiakos kam er allerdings zu keinem Einsatz. Daraufhin wechselte er zur Saison 2018/19 in die Türkei zum Zweitligisten Hatayspor. Für Hatay kam er in jener Spielzeit zu acht Einsätzen in der TFF 1. Lig. Nachdem er in der Saison 2019/20 nur noch ein Mal im Kader gestanden hatte, verließ er den Verein im Dezember 2019.
Zur Saison 2020/21 wechselte Maïga zum österreichischen Bundesligisten TSV Hartberg, bei dem er einen bis Juni 2021 laufenden Vertrag erhielt. In Hartberg spielte er jedoch keine Rolle und stand nicht ein Mal im Spieltagskader. Daher löste er seinen Vertrag im Februar 2021 auf.

### Nationalmannschaft
Maïga nahm 2015 mit der malischen U-20-Auswahl an der Afrikameisterschaft teil. Bei dieser belegte er mit seinem Land den vierten Rang. Maïga kam während des Turniers in allen fünf Spielen zum Einsatz und qualifizierte sich mit Mali als Vierter auch für die WM im selben Jahr. Bei dieser wurde man Dritter; Maïga verpasste von den sieben Spielen Malis lediglich ein Gruppenspiel gesperrt.